# Maria das Neves

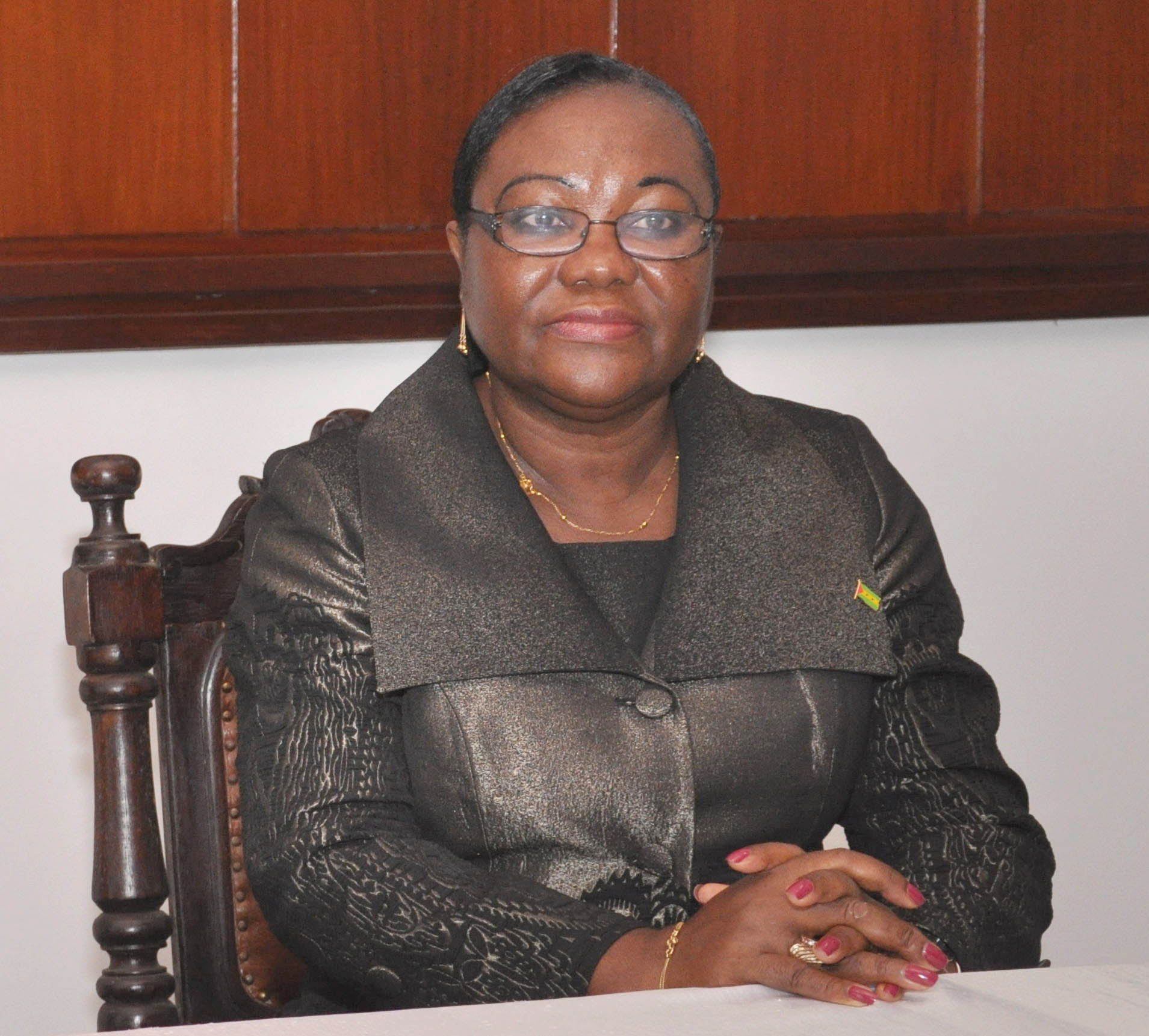
Maria das Neves

Maria das Neves Ceita Baptista de Sousa (* 1958) war von 2002 bis 2004 Premierministerin von São Tomé und Príncipe.

## Politische Laufbahn
Maria das Neves wurde in Kuba ausgebildet und arbeitete für das Finanzministerium und später für die Afrikanische Entwicklungsbank. 1999 wurde sie Wirtschaftsministerin, 2001 Finanzministerin und 2002 Ministerin für Handel, Industrie und Tourismus. Sie gehört der 1960 gegründeten Partei Movimento de Libertação de São Tomé e Príncipe (MLSTP-PSD) an, die nach 1975 bis zur Einführung der Demokratie 1990/1991 als Einheitspartei regierte. Sie galt als Vertraute von Manuel Pinto da Costa, der die Partei bis Februar 2005 führte.
Präsident Fradique de Menezes ernannte sie nach dem Scheitern der bisherigen Regierungskoalition am 3. Oktober 2002 zur Premierministerin. Während des Militärputsches am 16. Juli 2003 wurden sie und andere Regierungsmitglieder von den Putschisten kurzzeitig festgenommen. Wegen eines leichten Herzinfarktes, den sie dabei erlitt, wurde sie im Krankenhaus behandelt. Der Putsch selber wurde nach einer Woche auf dem Verhandlungsweg beendet und die Putschisten amnestiert. Sie bot am 1. August 2003 ihren Rücktritt an, wurde aber vom Präsidenten in ihrem Amt bestätigt. Am 9. August 2003 wurde die neugebildete Regierung vereidigt.
Am 15. September 2004 gab Präsident Menezes ihre Entlassung wegen Korruptionsvorwürfen gegen sie und Mitglieder ihrer Regierung bekannt. In der anschließenden Debatte warf Neves im Gegenzug auch dem Präsidenten Bestechlichkeit vor. Hintergrund waren Ölkonzessionen, in den Gewässern um den Inselstaat wurden in den vergangenen Jahren große Erdölvorkommen entdeckt. Die MLSTP-PSD nominierte Damião Vaz d’Almeida als neuen Regierungschef, der Maria das Neves am 18. September 2004 ablöste.
Die Korruptionsvorwürfe verfolgten sie auch im Jahr 2005. Präsident Menezes drohte mit der Auflösung des Parlaments, wenn die beschuldigten Politiker nicht auf ihre parlamentarische Immunität verzichten.